# Лигейя
«Лиге́йя» (англ. Ligeia) — рассказ известного американского писателя Эдгара Аллана По, написанный и впервые опубликованный в 1838 году. «Лигейя» считается одним из лучших произведений Эдгара По. После первой публикации рассказа в «The American Museum» он был сильно переработан и переиздавался на протяжении всей жизни По.
В своей рецензии на «Лигейю» Чарльз Имс из «New World» прокомментировал следующее: «Сила и смелость концепции и высокое художественное мастерство, с которым воплощается замысел писателя, в равной степени достойны восхищения». Томас Данн Инглиш написал в октябре 1845 года в аристидианском журнале, что «Лигейя» была «самой необычной в своём роде из его [По] произведений». Ирландский критик и драматург Джордж Бернард Шоу сказал: «История леди Лигейи — это не просто одно из чудес литературы: она не имеет себе равных и не имеет аналогов».

## Сюжет
Автор рассказа начинает свою историю с того, что он никак не может вспомнить, где и когда он познакомился с леди Лигейей. Они познакомились и через некоторое время поженились. Рассказчик описывает всю красоту и великолепие Лигейи. По его словам, никакая муза не смогла бы сравниться с красотой Лигейи. Она была безумно красива и умна, всегда смогла бы поддержать разговор и поговорить о чём-либо интересном. Автор описывает её божественное лицо, и, по его словам, глаза Лигейи были самые таинственные. В эти глаза он глядел по ночам, желая понять их загадку.
Но хорошая жизнь продлилась недолго. Вскоре Лигейя заболевает тяжёлой болезнью и умирает. В последний день своей жизни она попросила мужа прочитать стихотворение, написанное ею. После этого у неё начался бред, и Лигейя скончалась.
Через месяц после смерти жены автор встречает леди Ровену Тревенион из Тревейна. Они вступают в брак и переходят жить в аббатство, имени которого автор не называет. Он описывает комнату, в которой они спали. Так проходит немало времени. Вскоре Ровена заболевает. Автор вспоминает Лигейю. Болезнь вызывала у неё видения и бред. По её словам, она слышала звуки, видела разные фигуры, но автор не верит ей до тех пор, пока сам не видит таинственную прозрачную фигуру, когда ходит за вином Ровены. Несколько мгновений спустя, когда она начала отпивать из бокала, автор заметил капли рубинового цвета, которые как будто из невидимого, сокрытого в воздухе источника упали в её вино. Через несколько дней она умирает. До похорон её тело остаётся в комнате. Автор не может уснуть из-за непонятных звуков: плач, дыхание, шорох. Когда он подошёл к телу Ровены, её губы зашевелились. Автор был убеждён, что она жива, однако слуг позвать не мог, потому что они находились далеко. Он ничего не мог поделать. Ровена шевелилась всё больше и больше. Вскоре она встала на ноги и упала на руки главного героя. Её лицо изменилось. Это была леди Лигейя.

## Анализ текста
Рассказчик зависим от Лигейи, словно ребёнок, глядя на неё с «детской уверенностью». После её смерти он становится «ребёнком, блуждающий во мраке» с «детской извращённостью». Биограф По Кеннет Сильверман отмечает, что, несмотря на эту зависимость от неё, у рассказчика одновременно возникает желание забыть её, возможно, из-за чего он не может любить Ровену. Это желание забыть проявляется в его неспособности вспомнить фамилию Лигейи. Однако история говорит нам о том, что рассказчик вообще никогда не знал её фамилии.
По словам рассказчика, Лигейя чрезвычайно умна, «такого, я никогда не встречал в женщинах». Самое главное то, что она служила учителем рассказчика в «метафизическом исследовании», передавая «мудрость, слишком божественно драгоценную, чтобы её нельзя было запретить!» Таким образом, её познания в мистицизме в сочетании с сильным желанием жить, возможно, привели к её возрождению. Вступительный эпиграф, который повторяется в основной части рассказа, приписывается Джозефу Глэнвиллу, хотя эта цитата не была найдена в дошедшей до нас работе Глэнвилла. По, скорее всего, сфабриковал цитату и прикрепил имя Глэнвилла, чтобы связать его с верой Глэнвилла в колдовство.
Лигейя и Ровена служат эстетическими противоположностями: Лигейя черноволосая из города на Рейне, в то время как Ровена (предположительно названная в честь персонажа в «Айвенго») — блондинка англосаксонского происхождения. Эта символическая оппозиция подразумевает контраст между немецким и английским романтизмом.
Именно то, что По пытался изобразить в сцене метаморфозы, обсуждалось, частично подкрепленное одним из личных писем По, в котором он отрицает, что Лигейя переродилась в теле Ровены (заявление, которое он позже опровергает). Если Ровена действительно превратилась в мёртвую Лигейю, об этом свидетельствуют только слова рассказчика, оставляя место для сомнений в её достоверности. Рассказчик уже зарекомендовал себя как опиумный наркоман, что делает его ненадёжным рассказчиком. Рассказчик в начале рассказа описывает красоту Лигейи как «сияние опиумного сна». Он также говорит нам, что «в возбуждении моих опиумных снов я громко звал её по имени в ночной тишине… как будто… Я мог бы вернуть её на путь, который она покинула… на земле». Это может быть истолковано как доказательство того, что возвращение Лигейи было не более чем вызванной наркотиками галлюцинацией.
Однако, если возвращение Лигейи к жизни буквально, это, похоже, вытекает из её утверждения, что человек умирает только по слабой воле. Это означает, что сильная воля может сохранить кому-то жизнь. Однако неясно, является ли воля Лигейи или воля её мужа тем, что возвращает Лигейю из мёртвых. Её болезнью, возможно, была чахотка.
Стихотворение в рассказе «Червь-победитель» также наводит на некоторые сомнения в предполагаемом воскрешении Лигейи. Стихотворение, по сути, показывает признание её собственной неизбежной смертности. Включение горького стихотворения, возможно, было задумано как ирония или пародия на обычаи того времени, как в литературе, так и в жизни. В середине XIX века было принято подчеркивать святость смерти и красоту умирания (вспомните персонажа Чарльза Диккенса Маленького Джонни в «Нашем общем друге» или смерть Хелен Бёрнс в «Джейн Эйр» Шарлотты Бронте). Вместо этого Лигейя говорит о страхе, воплощённом в «кроваво-красном». Однако были предложены и другие интерпретации.
Друг и коллега По, писатель-южанин Филип Пендлтон Кук предположил, что история была бы более художественной, если бы владение Ровеной Лигейей было более постепенным; позже По согласился, хотя он уже использовал более медленное овладение в рассказе «Морелла». По также написал, что ему следовало бы вернуть одержимую Лигеей Ровену к её истинному «Я», чтобы её можно было похоронить как Ровену, «телесные изменения постепенно исчезли». Однако в последующем письме он отказался от этого заявления.

### Рассказ как сатира
Были некоторые споры о том, что По, возможно, задумывал «Лигейю» как сатиру на готическую литературу. В тот год, когда была выпущена повесть, По опубликовал только два других прозаических произведения: «Сиопа—басня» и «Психея Зенобия», обе сатиры в готическом стиле. Подтверждающие доказательства этой теории включают в себя вывод о том, что Лигейя родом из Германии, основного источника готической литературы в XIX веке, и что описание её намекает на многое, но ничего не говорит, особенно в описании её глаз. Рассказчик описывает их «выражение», которое, по его признанию, является «словом, не имеющим значения». История также предполагает, что Лигейя — трансценденталист, группа людей, которых По часто критиковал.

### Главные темы рассказа
- Смерть прекрасной женщины (см. также: «Береника», «Падение дома Ашеров», «Морелла»)
- Воскрешение (см. также: «Падение дома Ашеров», «Морелла», «Метценгерштейн»)
- Злоупотребление психоактивными веществами (см. также: «Чёрный кот», «Прыг-Скок»)

## История публикации
«Лигейя» была впервые опубликована 18 сентября 1838 года в журнале «The American Museum», издаваемом двумя друзьями По, доктором Натаном К. Бруксом и доктором Джозефом Э. Снодграссом. Журнал заплатил По 10 долларов за рассказ.
История была тщательно переработана на протяжении всей истории её публикации. Он был переиздан в «Рассказах гротеска и арабески» (1840 г.), в одном томе «Фантастических произведений» (1842 г.) и «Рассказах Эдгара Аллана По» (1845 г.), «New World» (15 февраля 1845 г.) и «Broadway Journal» (27 сентября 1845 г.). Стихотворение «Червь-победитель» впервые было включено в текст (как стихотворение, написанное Лигеей) в «New World».

## Экранизации
- Гробница Лигейи